# Olu-Malau-Inseln
Die Olu-Malau-Inseln, vormals auch Three Sisters genannt, sind eine unbewohnte Inselgruppe im Südosten des pazifischen Inselstaats Salomonen. Sie liegen zwischen 19 und 31 km nördlich von Kirakira auf der Insel Makira.
Die drei Inseln der Gruppe, von Nord nach Süd,
- Aliʻite (2,91 km²)
- Malaulalo (3,34 km²)
- Malaupaina (6,37 km²)

sind jeweils flache, üppig bewachsene Koralleninseln. Die Inseln mit einer Landfläche von zusammen 12,61 km² gehören zur salomonischen Ost-Provinz Makira und Ulawa, speziell zum Bezirk (ward) Bauro Central, dessen Hauptteil im nördlichen Teil der Insel Makira liegt.